# Het eiland van de verloren kinderen
Het eiland van de verloren kinderen is het zesde stripalbum uit de Thorgal-parallelreeks De werelden van Thorgal: Kriss Van Valnor. Deze reeks draait om Kriss van Valnor, een van de hoofdpersonen uit de hoofdserie. De strip werd voor het eerst uitgegeven bij Le Lombard in 2015. Het album is getekend door Roman Surzhenko met scenario van Xavier Dorison en Mathieu Mariolle.

## Andere schrijver en tekenaar
Dit zesde deel van de Kris van Valnor-reeks kent een andere schrijver en tekenaar dan de voorgaande delen. Het scenario is niet langer bedacht door Yves Sente, maar door het tweetal Dorison en Mariëlle. Ook de tekenaar van de vorige delen Giulio de Vita heeft het veld geruimd.

## Verhaal
Bij de oversteek van het Oceaanmeer strandt Kriss van Valnor op een eiland in gezelschap van Osian, een genezer, en diens bediende Erwin. Het eiland lijkt door de mensen te zijn verlaten. Omdat hun boot gezonken is proberen ze een vlot te bouwen. De tijd dringt, Kriss moet zich weer verenigen met Jolan, want door de zevendagenwet heeft zij maar een paar dagen de tijd om haar koningschap veilig te stellen. Als ze een groep kinderen aantreffen wordt de sfeer steeds grimmiger als deze proberen Erwin over te halen bij hen op het eiland te blijven.